# Rodney Ubbergen
Rodney Ubbergen (Amsterdam, 6 april 1986) is een Nederlands profvoetballer die dienstdoet als doelman.
Ubbergen speelde voor RBC Roosendaal en Telstar. Hij speelde ook bij SC Cambuur en  FC Oss. Hij is de broer van acteur Juliann Ubbergen.

## Statistieken
| Seizoen                        | Club           | Land      | Competitie     | Wed. | Goals |
| ------------------------------ | -------------- | --------- | -------------- | ---- | ----- |
| 2005/06                        | RBC Roosendaal | Nederland | Eredivisie     | 0    | 0     |
| 2006/07                        | RBC Roosendaal | Nederland | Eerste divisie | 4    | 0     |
| 2007/08                        | RBC Roosendaal | Nederland | Eerste divisie | 4    | 0     |
| 2009/10                        | Telstar        | Nederland | Eerste divisie | 9    | 0     |
| 2012/13                        | SC Cambuur     | Nederland | Eerste divisie | 0    | 0     |
| 2014/15                        | FC Oss         | Nederland | Eerste divisie | 1    | 0     |
| Totaal                         | Totaal         | Totaal    | Totaal         | 18   | 0     |
| Bijgewerkt tot 17 januari 2017 |                |           |                |      |       |